# 1998 FIFAワールドカップ・グループF
1998 FIFAワールドカップ グループFは、ドイツ・ユーゴスラビア・イラン・アメリカ合衆国の4チームが組んだ。6月14日から6月25日まで6試合行い、ドイツ・ユーゴスラビアが決勝トーナメントへ進出した。

## 試合結果
| 順 | チーム         | 試 | 勝 | 分 | 敗 | 得 | 失 | 差 | 点 | 出場権                   |
| -- | -------------- | -- | -- | -- | -- | -- | -- | -- | -- | ------------------------ |
| 1  | ドイツ         | 3  | 2  | 1  | 0  | 6  | 2  | +4 | 7  | ノックアウトステージ進出 |
| 2  | ユーゴスラビア | 3  | 2  | 1  | 0  | 4  | 2  | +2 | 7  | ノックアウトステージ進出 |
| 3  | イラン         | 3  | 1  | 0  | 2  | 2  | 4  | −2 | 3  |                          |
| 4  | アメリカ合衆国 | 3  | 0  | 0  | 3  | 1  | 5  | −4 | 0  |                          |

| 1998年6月14日 17:30 |

| ユーゴスラビア      | 1 - 0    | イラン |
| ミハイロヴィチ 72分 | レポート |        |

| スタッド・ジョフロワ・ギシャール（サン＝テティエンヌ） 観客数: 30,392人 主審: アルベルト・テハーダ・ノリエガ |

| 1998年6月15日 21:00 |

| ドイツ                         | 2 - 0    | アメリカ合衆国 |
| メラー 8分 · クリンスマン 64分 | レポート |                |

| パルク・デ・プランス（パリ） 観客数: 43,815人 主審: サイド・ベルコーラ |

| 1998年6月21日 14:30 |

| ドイツ                                       | 2 - 2    | ユーゴスラビア                            |
| （ミハイロヴィチ） 73分 (OG) · ビアホフ 80分 | レポート | ミヤトヴィッチ 13分 · ストイコビッチ 54分 |

| スタッド・フェリックス・ボラール（ランス） 観客数: 38,100人 主審: キム・ミルトン・ニールセン |

| 1998年6月21日 21:00 |

| アメリカ合衆国    | 1 - 2    | イラン                                |
| マクブライド 87分 | レポート | エスティリ 40分 · マハダヴィキア 84分 |

| スタッド・ジェルラン（リヨン） 観客数: 39,100人 主審: ウルス・マイヤー |

| 1998年6月25日 21:00 |

| アメリカ合衆国 | 0 - 1    | ユーゴスラビア         |
|                | レポート | コムリェノヴィッチ 4分 |

| スタッド・ドゥ・ラ・ボージョワール（ナント） 観客数: 35,500人 主審: ガマル・ガンドゥール |

| 1998年6月25日 21:00 |

| ドイツ                            | 2 - 0    | イラン |
| ビアホフ 50分 · クリンスマン 57分 | レポート |        |

| スタッド・ドゥ・ラ・モッソン（モンペリエ） 観客数: 29,800人 主審: エピファニオ・ゴンサレス・チャベス |